# Municipio de Waterloo (Míchigan)
El municipio de Waterloo (en inglés: Waterloo Township) es un municipio ubicado en el condado de Jackson en el estado estadounidense de Míchigan. En el año 2010 tenía una población de 2856 habitantes y una densidad poblacional de 22,26 personas por km².

## Geografía
El municipio de Waterloo se encuentra ubicado en las coordenadas 42°22′18″N 84°11′8″O / 42.37167, -84.18556. Según la Oficina del Censo de los Estados Unidos, el municipio tiene una superficie total de 128.31 km², de la cual 123,33 km² corresponden a tierra firme y (3,88 %) 4,98 km² es agua.

## Demografía
Según el censo de 2010, había 2856 personas residiendo en el municipio de Waterloo. La densidad de población era de 22,26 hab./km². De los 2856 habitantes, el municipio de Waterloo estaba compuesto por el 97,51 % blancos, el 0,32 % eran afroamericanos, el 0,14 % eran amerindios, el 0,14 % eran asiáticos, el 0,32 % eran de otras razas y el 1,58 % eran de una mezcla de razas. Del total de la población el 1,61 % eran hispanos o latinos de cualquier raza.